# Hagle Dump Cemetery
Hagle Dump Cemetery is een Britse militaire begraafplaats met gesneuvelden uit de Eerste Wereldoorlog, gelegen in het Belgische dorp Elverdinge, een deelgemeente van Ieper. Ze ligt 3,25 km ten zuidwesten van het dorpscentrum. De begraafplaats werd ontworpen door Reginald Blomfield met medewerking van Arthur Hutton en wordt onderhouden door de Commonwealth War Graves Commission. Het terrein heeft een rechthoekige vorm met een afgeschuinde hoek en is omgeven door een bakstenen muur. De oppervlakte bedraagt 1.800 m². Het Cross of Sacrifice staat vooraan, vlak bij de toegang. 
Er worden 439 slachtoffers herdacht.

## Geschiedenis
Elverdinge lag de hele oorlog achter de Britse linies. De begraafplaats werd aangelegd in april 1918 in de nabijheid van een rustkamp en een depot dat 'Hagle Dump' werd genoemd. Er werden militairen begraven die gevallen waren tijdens het Duitse Lente-offensief. De begraafplaats werd tot oktober 1918 door gevechtseenheden en 'field ambulances' (medische posten) gebruikt. De graven van 26 Amerikanen  en 2 Fransen, omgekomen tussen juli en september 1918 werden later overgebracht naar andere begraafplaatsen.
Na de wapenstilstand werden graven afkomstig uit het omliggende slagveld en de Ypres salient toegevoegd. Ook graven afkomstig van het ontruimde 'Brielen Military Cemetery' werden naar hier overgebracht. Ze bevatte slachtoffers die gevallen waren tussen april 1915 en september 1917, daarbij waren 31 Fransen die toen naar elders overgebracht werden.
Er rusten nu 397 Britten (waaronder 117 niet geïdentificeerde), 26 Australiërs (waaronder 16 niet geïdentificeerde), 14 Canadezen (waaronder 7 niet geïdentificeerde) en 2 geïdentificeerde Duitsers.
De begraafplaats werd in 2009 als monument beschermd.

## Graven

### Onderscheiden militairen
- Vernon Holden, majoor bij het Queen's Own (Royal West Kent Regiment) werd onderscheiden met het Distinguished Service Order (DSO) en het Military Cross (MC).
- Hugh Roger Partridge, kapitein bij het Royal Army Medical Corps werd tweemaal onderscheiden met het Military Cross (MC and Bar).
- John Illingworth, luitenant bij het West Yorkshire Regiment (Prince of Wales's Own) werd onderscheiden met het Military Cross (MC).
- James William Dames, sergeant-majoor bij het Princess Patricia's Canadian Light Infantry (Eastern Ontario Regiment) werd onderscheiden met de Meritorious Service Medal en de Distinguished Conduct Medal (MSM, DCM).

### Aliassen
- soldaat Patrick John Tobin diende onder het alias W. Johnson bij de Canadian Infantry.
- soldaat John Joseph Pierce diende onder het alias Thomas John Bentley bij de Australian Infantry, A.I.F..

### Gefusilleerde militairen
- Walter Dossett, soldaat bij het 1st/4th Bn. York and Lancaster Regiment, werd wegens desertie gefusilleerd op 25 juni 1918. Hij was 22 jaar.
- George Ainley, soldaat bij het 1st/4th Bn. Kings Own Yorkshire Light Infantry, werd wegens desertie gefusilleerd op 30 juli 1918. Hij was 20 jaar.[2]